# 查普唐克 (馬里蘭州)
查普唐克（英語：Choptank）是位於美國馬里蘭州加羅林縣的一個普查規定居民點。

## 人口
根據2020年美國人口普查的數據，查普唐克的面積為0.62平方千米，當中陸地面積為0.62平方千米，而水域面積為0.00平方千米。當地共有人口126人，而人口密度為每平方千米203.23人。